# Zygophylax echinata
Zygophylax echinata är en nässeldjursart som beskrevs av Calder och Vervoort 1998. Zygophylax echinata ingår i släktet Zygophylax och familjen Lafoeidae. Inga underarter finns listade i Catalogue of Life.